# Ala Kachuu – Take and Run
Ala Kachuu – Take and Run ist ein Schweizer Kurzfilm von Maria Brendle und Nadine Lüchinger aus dem Jahr 2020. In dem 38-minütigen Film geht es um eine Frau aus Kirgistan, die dem Brauch Ala Kachuu, bei dem Frauen entführt und zur Hochzeit gezwungen werden, zum Opfer fällt.
Der Film wurde 2022 für den Oscar in der Kategorie bester Kurzfilm nominiert. Zudem wurde er auf zahlreichen Filmfestivals gezeigt und gewann einige Preise, unter anderem den Marlyn Mason Award des Rhode Island International Film Festivals oder den Audience Choice Award for Best Short Film des Cleveland International Film Festivals.

## Handlung
Sezim (19) möchte sich ihren Traum vom Studium in der kirgisischen Hauptstadt erfüllen, als eine Gruppe junger Männer sie ins Hinterland verschleppt. Dort wird sie mit einem Fremden zwangsverheiratet. Verweigert sie die Ehe, droht ihr soziale Stigmatisierung und Ausgrenzung. Hin- und hergerissen zwischen ihrem Wunsch nach Selbstverwirklichung und den Zwängen der kirgisischen Kultur sucht Sezim verzweifelt nach einem Ausweg.

## Auszeichnungen
| Jahr | Festival                                      | Award/Kategorie                           | Status    |
| ---- | --------------------------------------------- | ----------------------------------------- | --------- |
| 2021 | Cleveland International Film Festival         | Audience Choice Award for Best Short Film | Gewonnen  |
| 2021 | Rhode Island International Film Festival      | Best Short Film                           | Gewonnen  |
| 2021 | Durban International Film Festival            | Best Short Film                           | Gewonnen  |
| 2021 | DC Shorts Film Festival                       | Audience Award                            | Gewonnen  |
| 2021 | WorldFest-Houston International Film Festival | Platinum Remi                             | Gewonnen  |
| 2021 | Newport Beach Film Festival                   | Narrative Short                           | Gewonnen  |
| 2022 | Oscars                                        | Bester Kurzfilm                           | Nominiert |